# Amador Aguiar
Amador Aguiar (Ribeirão Preto, 11 de fevereiro de 1904 — São Paulo, 24 de janeiro de 1991) foi um empreendedor e banqueiro brasileiro. Fundou o Bradesco em 1943.
Após deixar pela primeira vez a direção do banco Bradesco em 1984, quando indicou Antônio Carlos de Almeida Braga, Aguiar logo desentendeu-se com Braga e retomou a direção do banco no ano seguinte. Com a saúde debilitada, deixou pela segunda vez a direção do banco em 12 de fevereiro de 1990, um dia após completar seu octogésimo sexto aniversário. Em seu lugar assumiu Lázaro de Mello Brandão. Naquele momento o Bradesco era a maior organização financeira do país, possuindo 1800 agências, 140 mil funcionários e alcançado um lucro de quatro bilhões de cruzeiros novos.
A sua morte em 1991 gerou várias guerras judiciais por causa de sua herança, estimada na ocasião em 860 milhões de dólares, visto que não considerou suas filhas adotivas Lina e Lia Maria legitimas. Em 1998, suas filhas ganharam o caso.